# Onychiurus ambulans
Onychiurus ambulans är en urinsektsart som först beskrevs av Carl von Linné 1758.  Onychiurus ambulans ingår i släktet Onychiurus och familjen blekhoppstjärtar. Arten är reproducerande i Sverige. Inga underarter finns listade i Catalogue of Life.